# Ole Olsen (kompositör)

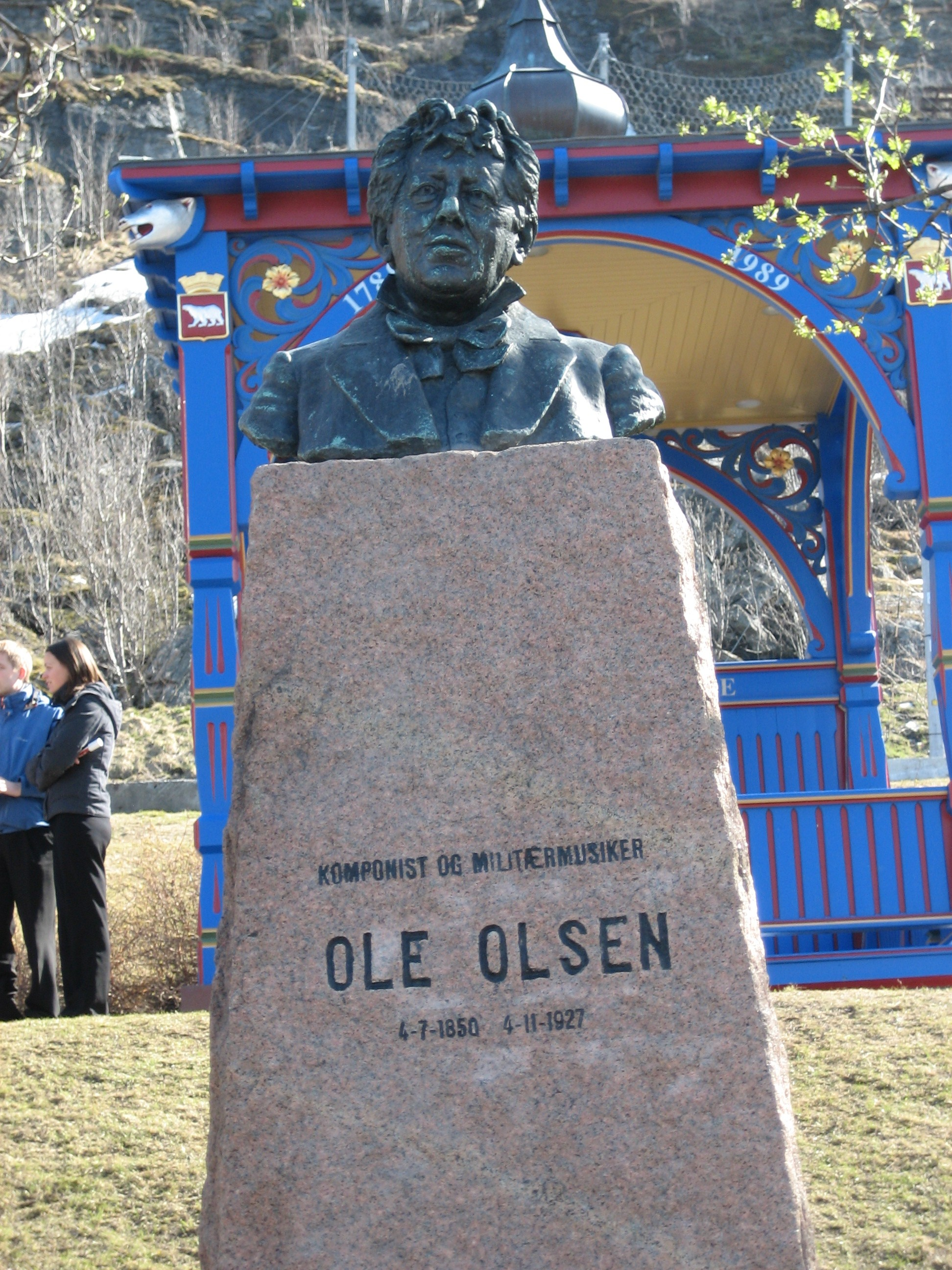
Monument av Ole Olsen i Hammerfest.

Ole Olsen, född 4 juli 1850 i Hammerfest, död 9 november 1927, var en norsk kompositör.

## Biografi
Olsen följde först privat musikundervisning i Trondheim och studerade därefter 1870–1874 vid konservatoriet i Leipzig under Ernst Richter, Oscar Paul och Carl Reinecke. Han levde och verkade därefter i Oslo som lärare, sånganförare, ledare av militärmusik och inspektör för musiken vid armén. 1877–1879 dirigerade Olsen Musikforeningens konserter under Johan Svendsens bortovaro. Osen har skrivit en symfoni, de symfoniska dikterna Asgaardsreien (uppförd i Stockholm 1897) och Alvedans, fyra operor, sagospelet Svein Uræd med text av Nordahl Rolfsen som under Olsens ledning spelades i Stockholm 1892, oratoriet Nidaros som framfördes vid Trondheims 900-årsjubileum 1897, manskörer, sånger, pianostycken med mera.
Han är även känd för Solefallsangen och bland hans operor Lajla.